# دیوید هاینمیر هانسن
دیوید هاینمیر هانسن (به انگلیسی: David Heinemeier Hansson) (معروف به DHH در جامعه روبی) یک برنامه‌نویس دانمارکی که چارچوب نرم‌افزاری وب روبی آن ریلز را ایجاد کرد.